# 부산광역시도 제20호선
부산광역시도 제20호선은 부산광역시 동구 좌천동에서 해운대구 우동에 이르는 광역시도이다. 이 광역시도는 좌천교차로에서 시작하여 자성로와 수영로를 쭉 따라간다.
이 도로는 부산광역시 동구 좌천동 좌천교차로에서 시작하여 자성로를 통해 문현교차로에 이른다. 문현교차로에서 직진하여 대남교차로, 수영교차로 등을 통과하면 수영1호교가 나온다. 수영1호교를 건넌 후 BEXCO를 지나고 나면 종점인 삼호가든교차로가 나온다.
이 도로의 대부분 구간 밑에는 부산지하철 2호선이 지난다. 게다가 세계에서 가장 큰 백화점으로 기네스북에 올랐던 신세계 백화점 센텀시티점 앞을 지나기도 한다.
한때 장산로도 부산광역시도 제20호선의 일부였으나 지금은 부산광역시도 제77호선의 일부로 편입되었다.
부산광역시의 동서축 두 번째 광역시도이다.

## 경유하는 도로
- 자성로 - 수영로 - 센텀남대로

## 경유지
부산광역시
- 동구 - 남구 - 수영구 - 해운대구

## 노선
| 구간                                      | 이름                                                                  | 접속 노선                                                         | 소재지     | 소재지                                                                               | 비고                        |
| ----------------------------------------- | --------------------------------------------------------------------- | ----------------------------------------------------------------- | ---------- | ------------------------------------------------------------------------------------ | --------------------------- |
| 자성로                                    | 좌천삼거리                                                            | 부산광역시도 제33호선 (관문대로) 부산광역시도 제61호선 (중앙대로) | 부산광역시 | 동구                                                                                 | 시점                        |
| 자성로                                    | 자성교                                                                |                                                                   | 부산광역시 | 동구                                                                                 |                             |
| 자성로                                    | 자성대 교차로                                                         | 부산광역시도 제7101호선 (범일로)                                  | 부산광역시 | 동구                                                                                 | 고가도로 승용차만 이용 가능 |
| 자성로                                    | 자성대공원                                                            |                                                                   | 부산광역시 | 동구                                                                                 |                             |
| 자성로                                    | 범일 교차로                                                           | 자성공원로 조방로                                                 | 부산광역시 | 동구                                                                                 |                             |
| 자성로                                    | 범일교                                                                |                                                                   | 부산광역시 | 동구                                                                                 |                             |
| 자성로                                    | 남구                                                                  |                                                                   | 부산광역시 |                                                                                      |                             |
| 자성로                                    | 문현 교차로                                                           | 부산광역시도 제71호선 (우암로) (전포대로)                         | 부산광역시 |                                                                                      |                             |
| 수영로                                    | 문현 교차로                                                           | 부산광역시도 제71호선 (우암로) (전포대로)                         | 부산광역시 |                                                                                      |                             |
| 문현 램프                                 | 부산광역시도 제11호선 (번영로)                                        | 구서 방면으로 진출만 가능 문현 방면 진입만 가능                   | 부산광역시 |                                                                                      |                             |
| 지게골역 대연고개                         |                                                                       |                                                                   | 부산광역시 |                                                                                      |                             |
| 못골역                                    | 못골로                                                                |                                                                   | 부산광역시 |                                                                                      |                             |
| 못골사거리                                | 천제등로                                                              |                                                                   | 부산광역시 |                                                                                      |                             |
| 대연사거리 (대연역)                       | 부산광역시도 제2001호선 (진남로) 유엔평화로                           |                                                                   | 부산광역시 |                                                                                      |                             |
| 남부산농협                                | 못골로 수영로250번길                                                  |                                                                   | 부산광역시 |                                                                                      |                             |
| 용소삼거리 (경성대학교) (경성대·부경대역) | 부산광역시도 제2002호선 (용소로)                                      |                                                                   | 부산광역시 |                                                                                      |                             |
| 대남 교차로                               | 부산광역시도 제24호선 (황령대로)                                      |                                                                   | 부산광역시 |                                                                                      |                             |
| 대남 교차로                               | 부산광역시도 제24호선 (황령대로)                                      | 수영구                                                            | 부산광역시 |                                                                                      |                             |
| 남천역                                    |                                                                       |                                                                   | 부산광역시 |                                                                                      |                             |
| KBS삼거리                                 | 부산광역시도 제2003호선 (광남로) 남천동로                             |                                                                   | 부산광역시 |                                                                                      |                             |
| KBS 부산방송총국                          |                                                                       |                                                                   | 부산광역시 |                                                                                      |                             |
| 금련산역                                  | 남천바다로 수영로497번길                                              |                                                                   | 부산광역시 |                                                                                      |                             |
| 장대골삼거리 (광안역)                     | 광안로                                                                |                                                                   | 부산광역시 |                                                                                      |                             |
| 수영 교차로 (수영역)                      | 부산광역시도 제32호선 (연수로)                                        |                                                                   | 부산광역시 |                                                                                      |                             |
| 민락역                                    |                                                                       |                                                                   | 부산광역시 |                                                                                      |                             |
| 민락 교차로                               | 부산광역시도 제79호선 (좌수영로) 부산광역시도 제2401호선 (민락수변로) |                                                                   | 부산광역시 |                                                                                      |                             |
| 수영교                                    |                                                                       |                                                                   | 부산광역시 |                                                                                      |                             |
| 센텀남대로                                | 해운대구                                                              |                                                                   | 부산광역시 |                                                                                      |                             |
| 센텀남대로                                | 해운대구                                                              | 수영교 동단                                                       | 부산광역시 | 부산광역시도 제44호선 부산광역시도 제2004호선 부산광역시도 제4008호선 (수영강변대로) |                             |
| 센텀남대로                                | 해운대구                                                              | 신세계백화점 센텀시티점 롯데백화점 센텀시티점                     | 부산광역시 |                                                                                      |                             |
| 센텀남대로                                | 해운대구                                                              | 센텀역 교차로 (센텀시티역)                                        | 부산광역시 | 센텀중앙로 센텀3로                                                                   |                             |
| 센텀남대로                                | 해운대구                                                              | (이름 없음)                                                       | 부산광역시 | 부산광역시도 제2005호선 (센텀동로)                                                   |                             |
| 센텀남대로                                | 해운대구                                                              | 삼호가든앞 교차로                                                 | 부산광역시 | 부산광역시도 제40호선 (해운대로)                                                     | 종점                        |